# Кинзи-ди-Новембру
Кинзи-ди-Новембру (порт. Quinze de Novembro)  —  муниципалитет в Бразилии, входит в штат Риу-Гранди-ду-Сул. Составная часть мезорегиона Северо-запад штата Риу-Гранди-ду-Сул. Входит в экономико-статистический  микрорегион Крус-Алта. Население составляет 3694 человека на 2006 год. Занимает площадь 223,638 км². Плотность населения — 16,5 чел./км².
Праздник города — 8 декабря.

## Статистика
- Валовой внутренний продукт на 2003 составляет 67.438.232,00 реалов (данные: Бразильский институт географии и статистики).
- Валовой внутренний продукт на душу населения на 2003 составляет 18.511,73 реалов (данные: Бразильский институт географии и статистики).
- Индекс развития человеческого потенциала на 2000 составляет 0,828 (данные: Программа развития ООН).

## География
Климат местности: субтропический гумидный.